# Dario Zampieri
Dario Zampieri (Torino, 6 settembre 1977) è un pistard ed ex mountain biker italiano. Attivo dal 2013 nel ciclismo su pista, si è specializzato nelle discipline veloci.

## Carriera

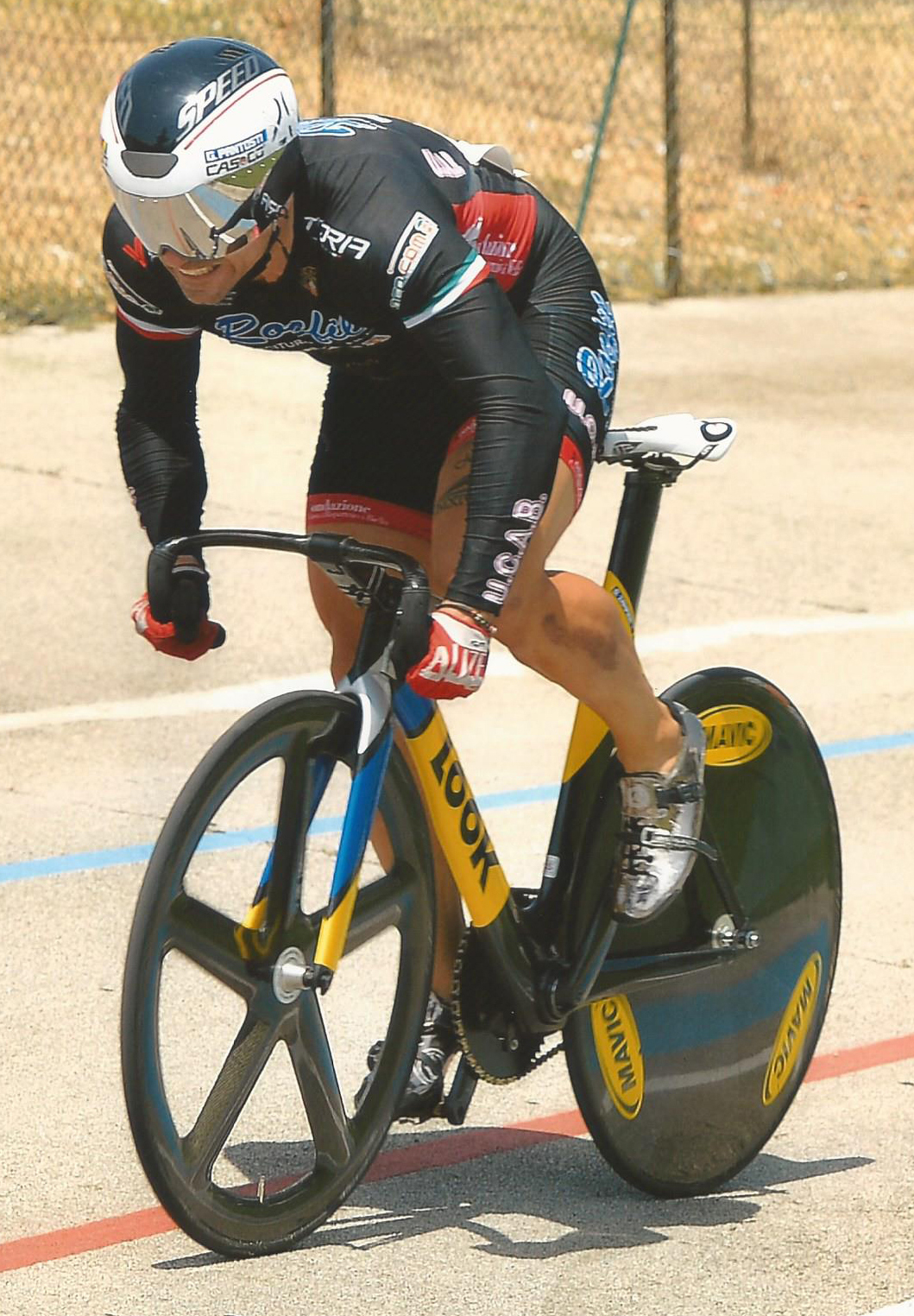
Dario Zampieri in azione ad Ascoli 2017

Inizia la sua carriera nel fuoristrada. È stato campione italiano di BMX nel 1984, campione italiano di BMX freestyle nel 1988 e vicecampione italiano di BMT nello stesso anno. È vicecampione italiano di downhill nel 1993 e nel 1996, rispettivamente Junior e Under 23. Nel 1994 si classifica settimo nella categoria Junior ai campionati del mondo di Vail, in Colorado. È campione italiano di primavera cat. Junior nel 1995. Nel 2003 si laurea in Arti Visive presso l'Accademia delle Belle Arti di Cuneo. Nel 2008 e nel 2009 è argento ai campionati italiani Elite di four-cross.
Debutta nel motociclismo di velocità nel 1996 nella categoria 125 Sport Production. Nel 1998 vince il campionato nazionale monomarca "Cagiva Lucky Explorer 125". Con la vittoria assoluta nella tappa conclusiva del 26 luglio disputatasi nell'autodromo Riccardo Paletti di Varano de' Melegari, conquista il primo posto finale in campionato.
Nel 2000 ottiene diverse vittorie di tappa e il terzo posto finale nel Trofeo Husqvarna Supermotard.
Nel 2002 partecipa al campionato italiano di Supermotard con buoni risultati, tra cui spiccano un terzo posto nella tappa inaugurale svoltasi sul circuito di Ottobiano e la pole position nella tappa di Macerata. 

Passa al ciclismo su pista nel 2013. Nel 2015 effettua il passaggio alla categoria Elite laureandosi campione italiano di velocità a squadre (con Luca Virdis, Davide Ceci e Francesco Ceci  bissando nel 2016 (con Davide Ceci, Francesco Ceci e Matteo Del Rosario), anno in cui conquista anche la prima medaglia individuale, quella di bronzo nel chilometro a cronometro.
Nel 2016 gli viene conferita dal CONI la medaglia di bronzo al valore atletico. Nel 2017 si laurea campione italiano di keirin e aggiunge un altro bronzo individuale, questa volta nella velocità individuale. Nel 2018 ottiene un bronzo nella velocità individuale e uno nel keirin ai campionati italiani disputatisi sullo storico ovale del Vigorelli.
Nel 2019 stabilisce il record italiano sui 200 metri lanciati con il tempo di 9"941, il 20 agosto durante una sessione ufficiale UCI, svoltasi nel velodromo messicano di Aguascalientes. Tale riscontro cronometrico rappresenta anche, secondo normativa UCI, la migliore prestazione mondiale Master, per la prima volta nella storia sotto il muro dei 10". Nel 2020 è vice-campione italiano nella velocità individuale, nel keirin e nel chilometro da fermo. 
Nel 2022 sale nuovamente sul podio tricolore, al terzo posto, conquistando la medaglia di bronzo nella velocità individuale.
È stato per cinque volte Campione del Mondo Master UCI nelle discipline veloci, nel 2014 a Manchester nel chilometro da fermo e nello sprint, nel 2017 a Los Angeles nelle medesime specialità e nel 2023 nuovamente a Manchester nello Sprint. 
È stato medaglia di bronzo ai Campionati Europei e campione italiano di Brasilian jujitsu nel 2022.

## Palmarès

### BMX
- 1984

Campionati italiani, Bmx Race

### Mountain biking
- 1995

Campionati italiani di Primavera, Downhill

### Motociclismo
- 1998

Trofeo Cagiva Mito 125 Lucky Explorer

### Pista
- 2015

Campionati italiani, Velocità a squadre (con Francesco Ceci, Davide Ceci e Luca Virdis)
- 2016

Campionati italiani, Velocità a squadre (con Francesco Ceci e Davide Ceci)
- 2017

Campionati italiani, Keirin